# Omikron Velorum
Omikron Velorum (ο Velorum, förkortat Omikron Vel, ο Vel), som är stjärnans Bayer-beteckning, är en ensam stjärna i den sydvästra delen av stjärnbilden Seglet. Den har en genomsnittlig skenbar magnitud på +3,60, är synlig för blotta ögat där ljusföroreningar ej förekommer. Baserat på parallaxmätningar i Hipparcos-uppdraget på 6,6 mas beräknas den befinna sig på ca 490 ljusårs (151 parsek) avstånd från solen. Den är den ljusaste stjärnani den öppna stjärnhopen IC 2391, även känd som ο Velourum-hopen.

## Egenskaper
Omikron Velorum är en blå till vit underjättestjärna av spektralklass B3 IV. Den har en massa som är ca 5,5 gånger solens massa. Den har en radie som är ca 4,3 gånger större än solens och utsänder ca 1 000 gånger mera energi än solen från dess fotosfär vid en effektiv temperatur på ca 16 200 K.
Omikron Velorum är en pulserande variabel av SPB-typ. Den varierar mellan skenbar magnitud +3,57 och 3,63 med en period av 2,79759 dygn.